# Bőrpofa (film)
A Bőrpofa (eredeti cím: Leatherface) 2017-es amerikai horrorfilm, melyet Julien Maury és Alexandre Bustillo rendezett. A főbb szerepekben Stephen Dorff, Vanessa Grasse, Sam Strike és Lili Taylor látható. Ez A texasi láncfűrészes-filmsorozat nyolcadik része, amely az eredeti 1974-es A texasi láncfűrészes mészárlás előzményfilmjeként készült, bemutatva annak szereplőit.
Az Amerikai Egyesült Államokban 2017. október 20-án mutatták be a mozikban, Magyarországon két hónappal később szinkronizálva, december 28-án jelent meg a Freemanfilm forgalmazásában.
A film fő forgatása Bulgáriában zajlott 2015 májusa és júniusa között, valamint a korábbi filmek tiszteletére a helyszíneket és a kollekciókat megváltoztatták olyanokra, amik jelentősen hasonlítanak Texas területére. Miután 2016-ban a Lionsgate Films ideiglenesen elrejtette a filmet, 2017. szeptember 21-én a DirecTV-n keresztül, exkluzív módon levetítették a filmet, mielőtt Észak-Amerikában 2017. október 20-án szélesebb körű kiadást kapott volna korlátozott számú mozikban. Általánosságban vegyes véleményeket kapott a kritikusoktól. A Metacritic oldalán a film értékelése 40% a 100-ból, amely 12 véleményen alapul. A Rotten Tomatoeson a Bőrpofa 33%-os minősítést kapott, 33 értékelés alapján. Világszerte összesen 1,5 millió dolláros bevételt gyűjtött. A Lionsgate és a Millennium Films elvesztette jogát a későbbi Texasi Láncfűrészes-filmek előkészítéséről.

## Cselekménye
A Sawyer farmon születésnapi ünnepséget szervez a családanya, Verna Sawyer (Lili Taylor) a Sawyer család legfiatalabbik tagjának, Jedidiahnak. A fiút a gyilkos családi rituáléba való bevezetéseként, valamint szülinapi ajándékként egy láncfűrésszel lepik meg. Arra kérik meg, hogy végezzen vele egy emberrel, akit lopás vádjával fogva tartanak a házban. A látszólag zavart Jed nem képes végrehajtani a gyilkosságot, ezért Sawyer nagypapa öli meg helyette az áldozatot.
1955-ben egy fiatal pár, Betty Hartman és Ted Hardesty egy vidéki úton haladnak, ám hamarosan felbukkan az úton Jedidiah Sawyer, egy szarvasmarha fejet magára öltve. Az elrohanó fiút Betty követi egészen egy düledező pajtáig, ahol a Sawyer család azonnal végez vele. Az apját, Hartman seriffet (Stephen Dorff) a bűncselekmény helyszínére invitálják, ahol megdöbbenti a hír, hogy lánya volt az áldozat. Verna tiltakozása ellenére Hartman hamarosan börtönbe csukat minden egyes családtagot, Jedidiah-t pedig elküldik a Gorman Ház javítóintézetébe, mentálisan sérült betegek közé.
Tizenöt évvel később a nemrég munkát találó nővér, Elizabeth White (Vanessa Grasse) a Gorman Házban elkezd kötődni két beteghez, Budhoz (Sam Coleman) és Jacksonhoz (Sam Strike). Később, még az nap este Verna megérkezik egy ügyvéddel az intézménybe, hogy engedélyt kérjen a családlátogatásra, a mostanra tizenéves Jedidiahoz, de a létesítmény igazgatója, Doktor Lang (Chris Adamson) elutasítja őt. A feldúlt nő kifelé menet megsérti a biztonságot, aminek hatására az épületben lázadás kerekedik ki, melynek során sok ápoló és beteg veszti életét. Jackson Elizabeth megmentésére siet és biztonságos helyre próbálja vinni, de végül két őrült fiatal, Ike (James Bloor) és Clarice (Jessica Madsen) túszul ejtve őket, elmenekülnek egy autóval. Bud megöli Lang igazgatót, ezért a két menekülő tinédzser úgy dönt, hogy a véreskezű Bud-ot is magukkal viszik.
A csoport megérkezik az étkezdébe. Egy Tammy nevezetű pincérnő vitát folytat Ike-kal és Clarice-el. Ezután ők ketten ámokfutásba kezdenek  az étkezdében, ahol Bud súlyosan megsérül és menekülni kényszerülnek. Hartman seriff megérkezik a helyszínre Sorells nevű helyettesével (Finn Jones), akivel felfedezi, hogy az egyik szökevény valójában Jedidiah. Még azon az éjszakán a fiatalok egy elhagyatott lakókocsiba menekülnek, ahol Clarice és Ike szexuális kapcsolatot élnek, felfedezve a tulajdonos holttestét az ágyon, akit bevonnak az aktusba. Hajnalban, bár mindenki alszik, Elizabeth megpróbál elmenekülni, de Ike megállítja. Ike folyamatosan sértegeti Bud-ot, ezért a nagydarab fiú végez vele, amikor a többiek nincsenek ott. Másnap reggel Clarice észreveszi, hogy Ike hiányzik közülük és elindulnak, hogy megkeressék. Jackson és Elizabeth rátalálnak az Ike holttestén alvó Bud-ra, akit gyorsan magukkal visznek.
Clarice-t elfogja Hartman, és amikor gúnyosan a halott lányát hozza szóba, a férfi fejbe lövi őt, amit a többiek végignéznek a távolból. Jackson és Bud folytatják útjukat Elizabeth-tel. Hamarosan Elizabeth egy megbízott járőrt vesz észre az úton, felsikolt és az ezt követő lövöldözésben Bud az életét veszti. A dühös Jackson megöli a seriffet, és rákényszeríti Elizabeth-et, hogy annak autóját vezetve meneküljenek tovább. A vezetés során a két fiatalt elkezdi üldözni Hartman, aki tüzet nyit rájuk; ám az egyik golyó leszakítja Jackson fél arcát, a gépjármű pedig az út szélén felborul. Még aznap éjjel Elizabeth felébred Hartman autójában megbilincselve, és a rádión keresztül figyelmezteti Sorellst a helyzetéről. Sorells meglátogatja Vernát, és felfedi előtte, hogy Hartman elvitte Jedidiah-t a régi istállóba, ahol Bettyt megölték. Ott Hartman csapdába kerül és leütik.
A Sawyer otthonban Verna összevarrja Jedidiah arcát, ezután egy szobába vezeti át a fiút, ahol testvérei fogva tartják Elizabeth-et és Hartmant. Megajándékozza Jedidiah-t az eredeti láncfűrésszel. Elizabeth elborzadva végignézi, ahogyan Jedidiah végez Hartmannel. Ahogy a család megünnepli ezt, Elizabethnek sikerül megszöknie és elmenekülnie az erdőbe, ahol Sawyerék üldözni kezdik. Már majdnem sikerül neki elbújnia, amikor egy medvecsapdába lép. Elizabeth megpróbál hatni Jedidiah lelkiismeretére, míg Verna arra ösztönzi fiát, hogy ölje meg a nőt a család biztonsága érdekében. Jedidiah elkezd hallgatni Elizabeth érveire, miszerint ő nem gyilkos, de nem képes visszaemlékezni a sérülés előtti eseményekre. Amikor a lány megsérti Vernát, Jedidiah megtorlásképpen a láncfűrésszel végez vele.
A következő reggelen Verna elégeti a korábbi éjszaka eseményének bizonyítékait, közben a többi Sawyer a disznók elé dobja az áldozatok maradványait. A ház pincéjében Jedidiah Hartman és Elizabeth bőréből összevarrt maszkot tesz az arcára és kirúzsozza a száját. A film legvégén összezúzza a tükröt saját látványa miatt.

## Szereplők
| Szerep                              | Színész             | Magyar hang     |
| ----------------------------------- | ------------------- | --------------- |
| Hal Hartman Texas Ranger            | Stephen Dorff       | Király Attila   |
| Verna "Sawyer" Carson               | Lili Taylor         | Zakariás Éva    |
| Elizabeth "Lizzy" White             | Vanessa Grasse      | Hermann Lilla   |
| Jedidiah Sawyer / Jackson / Bőrpofa | Sam Strike          | Előd Álmos      |
| Bud                                 | Sam Coleman         | Szűcs Péter Pál |
| Ike                                 | James Bloor         | Gacsal Ádám     |
| Clarice                             | Jessica Madsen      | Gulás Fanni     |
| Doktor Lang igazgató                | Christopher Adamson | Jakab Csaba     |
| Sorrel seriffhelyettes              | Finn Jones          | Moser Károly    |
| Betty Hartman                       | Lorina Kamburova    | Kis-Kovács Luca |